# Fehraltorf
Fehraltorf – miejscowość i gmina (Politische Gemeinde) w północnej Szwajcarii, w kantonie Zurych, w okręgu (Bezirk) Pfäffikon.  

## Demografia
W Fehraltorfie mieszka 6791 osób. W 2021 roku 18,5% populacji gminy stanowiły osoby urodzone poza Szwajcarią.

## Współpraca
Miejscowość partnerska:
- Hechingen, Niemcy

## Transport
Przez teren gminy przebiegają drogi główne nr 345 i nr 354.
Na terenie gminy znajduje się lotnisko Speck-Fehraltorf.